# Al·losoma
Un cromosoma sexual (també conegut com al·losoma, cromosoma heterotípic, gonosoma, heterocromosoma, o idiocromosoma) és un cromosoma que difereix d'un autosoma en forma, mida i comportament.
Els cromosomes sexuals humans, un parell típic d'al·losomes de mamífers, determinen el sexe d'un individu creat en la reproducció sexual. Els membres d'un parell d'al·losomes poden diferir entre si i així determinar el sexe. Els autosomes, per contra, es diferencien dels al·losomes perquè apareixen en parells, els membres dels quals tenen la mateixa forma però difereixen d'altres parells en una cèl·lula diploide.

## Diferenciació
En els humans, cada nucli cel·lular conté 23 parells de cromosomes, un total de 46 cromosomes. Els primers 22 parells s'anomenen autosomes. Els autosomes són cromosomes homòlegs, és a dir, cromosomes que contenen els mateixos gens (regions de l'ADN) en el mateix ordre al llarg dels seus braços cromosòmics.
El 23è parell de cromosomes s'anomenen al·losomes. Aquests consisteixen en dos cromosomes X en la majoria de les dones, i un cromosoma X i un cromosoma Y en la majoria dels homes. Per tant, les femelles tenen 23 parells de cromosomes homòlegs, mentre que els mascles en tenen 22. Els cromosomes X i Y tenen petites regions d'homologia anomenades regions pseudoautosòmiques.
Un cromosoma X sempre està present com el 23è cromosoma de l'òvul, mentre que un cromosoma X o Y pot estar present en un espermatozoide individual. Al principi del desenvolupament embrionari femení, en cèl·lules diferents dels òvuls, un dels cromosomes X es desactiva parcialment de manera aleatòria i permanent: en algunes cèl·lules, el cromosoma X heretat de la mare es desactiva; en altres cèl·lules, és el cromosoma X heretat del pare. Això garanteix que ambdós sexes sempre tinguin exactament una còpia funcional d'un cromosoma X a cada cèl·lula corporal. El cromosoma X desactivat és silenciat per l'heterocromatina repressiva que compacta l'ADN i impedeix l'expressió de la majoria de gens. Aquesta compactació està regulada per PRC2 (Polycomb Repressive Complex 2).

## Determinació del sexe
Tots els organismes diploides amb sexe determinat per al·losoma obtenen la meitat dels seus al·losomes de cadascun dels seus pares. En la majoria de mamífers, les femelles són XX, i poden passar per qualsevol de les seves X; com que els mascles són XY poden passar per una X o una Y. Les femelles d'aquestes espècies reben un cromosoma X de cada progenitor, mentre que els mascles reben un cromosoma X de la seva mare i un cromosoma Y del seu pare. Per tant, és l'esperma del mascle el que determina el sexe de cada descendència d'aquestes espècies.
Tanmateix, un petit percentatge dels humans tenen un desenvolupament sexual divergent, conegut com a intersexual. Això pot resultar d'al·losomes que no són ni XX ni XY. També pot ocórrer quan dos embrions fecundats es fusionen, produint una quimera que podria contenir dos conjunts diferents d'ADN, un XX i l'altre XY. També podria resultar de l'exposició, sovint a l'úter, a substàncies químiques que alteren la conversió normal dels al·losomes en hormones sexuals i més en el desenvolupament de genitals externs ambigus o òrgans interns.
Hi ha un gen al cromosoma Y que té seqüències reguladores que controlen els gens que codifiquen la masculinitat, anomenat gen SRY. Aquest gen produeix un factor determinant dels testicles ("TDF"), que inicia el desenvolupament dels testicles en humans i altres mamífers. La prominència de la seqüència SRY en la determinació del sexe es va descobrir quan es va estudiar la genètica d' homes XX amb sexe invertit (és a dir, humans que posseeixen trets biològics masculins però que en realitat tenen al·losomes XX). Després de l'examen, es va descobrir que la diferència entre un individu XX típic (dona tradicional) i un home XX de sexe invertit era que els individus típics no tenien el gen SRY. Es teoritza que en homes XX amb sexe invertit, el SRY es trasllada erròniament a un cromosoma X del parell XX durant la meiosi.

## Aplicacions mèdiques
Els al·losomes no només porten els gens que determinen els trets masculins i femenins, sinó també els d'algunes altres característiques. Es diu que els gens transportats per qualsevol dels cromosomes sexuals estan vinculats al sexe. Les malalties relacionades amb el sexe es transmeten a través de les famílies a través d'un dels cromosomes X o Y. Com que normalment els homes hereten els cromosomes Y, són els únics que hereten trets lligats a Y. Els homes i les dones poden obtenir els enllaçats a X, ja que tots dos hereten els cromosomes X.
Es diu que un al·lel és dominant o recessiu. L'herència dominant es produeix quan un gen anormal d'un progenitor causa malaltia tot i que el gen coincident de l'altre progenitor és normal. L'al·lel anormal domina.
L'herència recessiva és quan els dos gens coincidents han de ser anormals per causar malaltia. Si només un gen de la parella és anormal, la malaltia no es produeix o és lleu.
Algú que té un gen anormal (però sense símptomes) s'anomena portador. Un portador pot transmetre aquest gen anormal als seus fills.
El cromosoma X transporta uns 1.500 gens, més que qualsevol altre cromosoma del cos humà. La majoria d'ells codifiquen una altra cosa que els trets anatòmics femenins. Molts dels gens vinculats a X que no determinen el sexe són responsables de condicions anormals. El cromosoma Y porta uns 78 gens. La majoria dels gens del cromosoma Y estan implicats en activitats essencials de manteniment de les cèl·lules i en la producció d'esperma. Només un dels gens del cromosoma Y, el gen SRY, és responsable dels trets anatòmics masculins. Quan falta algun dels 9 gens implicats en la producció d'espermatozoides o és defectuós, el resultat sol ser un recompte d'espermatozoides molt baix i infertilitat. Alguns exemples de mutacions al cromosoma X inclouen malalties més comunes com les següents:
- El daltonisme o la deficiència de visió del color és la incapacitat o la disminució de la capacitat de veure el color, o percebre diferències de color, en condicions d'il·luminació normals. El daltonisme afecta molts individus de la població. No hi ha ceguesa real, però hi ha una deficiència de visió dels colors. La causa més habitual és una fallada en el desenvolupament d'un o més conjunts de cons retinals que perceben el color a la llum i transmeten aquesta informació al nervi òptic. Aquest tipus de daltonisme sol ser una afecció relacionada amb el sexe. Els gens que produeixen fotopigments es porten al cromosoma X; si alguns d'aquests gens falten o estan danyats, el daltonisme s'expressarà en els mascles amb més probabilitat que en les femelles perquè els mascles només tenen un cromosoma X.
- L'hemofília es refereix a un grup de trastorns hemorràgics en què la sang triga molt de temps a coagular-se. Això es coneix com a recessiu X-Linked.[12] L'hemofília és molt més freqüent en els homes que en les dones perquè els homes són homozigots. Només tenen una còpia del gen en qüestió i, per tant, expressen el tret quan hereten un al·lel mutant. En canvi, una femella ha d'heretar dos al·lels mutants, un esdeveniment menys freqüent ja que l'al·lel mutant és rar a la població. Els trets vinculats a l'X s'hereten maternalment de mares portadores o d'un pare afectat. Cada fill nascut d'una mare portadora té un 50% de probabilitats d'heretar el cromosoma X que porta l'al·lel mutant.
- La síndrome X fràgil és una malaltia genètica que implica canvis en part del cromosoma X. És la forma més comuna de discapacitat intel·lectual hereditària (retard mental) en els homes. És causada per un canvi en un gen anomenat FMR1. Una petita part del codi del gen es repeteix en una àrea fràgil del cromosoma X. Com més repeticions, més probable és que hi hagi un problema. Tant els homes com les dones es poden veure afectats, però com que els homes només tenen un cromosoma X, és probable que una única X fràgil els afecti més. La majoria dels homes X fràgil tenen testicles grans, orelles grans, cares estretes i trastorns del processament sensorial que donen lloc a problemes d'aprenentatge.[13]